# Raión de Sándovo
El raión de Sándovo (ruso: Са́ндовский райо́н) es un distrito administrativo (raión) ruso perteneciente a la óblast de Tver. Su forma de autogobierno local es desde 2020 la de ókrug municipal (Са́ндовский муниципальный округ), albergando su territorio un único ayuntamiento con sede en la capital distrital homónima. Se ubica en el noreste de la óblast.
En 2021, el raión tenía una población de 5078 habitantes, de los cuales 3106 vivían en el asentamiento de tipo urbano de Sándovo. Los otros casi dos mil habitantes se repartían en 215 localidades rurales, de las cuales las más pobladas son Soboliny (de unos doscientos cincuenta habitantes), Topalki, Ládozhskoye, Lukinó, Toporovo y Stároye Sándovo (estas cinco últimas con una población de entre ciento cincuenta y doscientos habitantes cada una).
El raión es limítrofe al norte con las vecinas óblast de Nóvgorod y Vólogda.